# Estação Hallunda
A Estação Hallunda é uma das estações do Metropolitano de Estocolmo, situada no condado sueco de Estocolmo, entre a Estação Norsborg e a Estação Alby. Faz parte da Linha Vermelha.
Foi inaugurada em 12 de janeiro de 1975. Atende a localidade de Hallunda, situada na comuna de Botkyrka.

| Oeste ou norte     |  |              |  | Leste ou Sul                            |
| ------------------ |  | ------------ |  | --------------------------------------- |
| Norsborg término   |  | Line 13 (en) |  | Alby sentido Ropsten metro station (en) |
| editar no Wikidata |  |              |  |                                         |